# ديني موير
ديني موير (بالإنجليزية: Denny Moyer)‏ مواليد 8 أغسطس 1939 في أوريغون، الولايات المتحدة - الوفاة 30 يونيو 2010 في أوريغون، الولايات المتحدة، كان ملاكم محترف أمريكي صنّف ضمن فئة وزن خفيف المتوسط. نافس على بطولة العالم في وزن الوسط في يوليو سنة 1959 لكنه خسر وكانت تلك خسارته الأولى في مسيرته.

## إحصائيات
خاض خلال مسيرته 140 نزالا، فاز في 97 وتعادل في 4 وخسر في 38. فاز بالضربة القاضية في 25 نزالا.

## روابط خارجية
- ديني موير على موقع بوكس ريك (الإنجليزية) (registration required)